# Macedonia Północna na Zimowych Igrzyskach Olimpijskich 2022
Macedonia Północna na Zimowych Igrzyskach Olimpijskich 2022 – występ kadry sportowców reprezentujących Macedonię Północną na igrzyskach olimpijskich, które odbyły się w Pekinie, w Chińskiej Republice Ludowej, w dniach 4-20 lutego 2022 roku.
Reprezentacja Macedonii Północnej liczyła trzech zawodników – jedną kobietę i dwóch mężczyzn.
Był to siódmy start Macedonii Północnej na zimowych igrzyskach olimpijskich. W Pekinie państwo to po raz pierwszy wystąpiło na zimowych igrzyskach olimpijskich i po raz drugi wliczając igrzyska letnie, pod nazwą Macedonia Północna. We wcześniejszych edycjach igrzysk występowało jako Macedonia.

## Reprezentanci

### Biegi narciarskie
| Zawodnik        | Konkurencja              | Kwalifikacje | Kwalifikacje | Ćwierćfinały | Ćwierćfinały | Półfinały | Półfinały | Finał     | Finał    | Finał   | Źródło |
| Zawodnik        | Konkurencja              | Czas         | Miejsce      | Czas         | Miejsce      | Czas      | Miejsce   | Czas      | Strata   | Miejsce | Źródło |
| --------------- | ------------------------ | ------------ | ------------ | ------------ | ------------ | --------- | --------- | --------- | -------- | ------- | ------ |
| Ana Cwetanowska | bieg indywidualny kobiet | —            | —            | —            | —            | —         | —         | 39:57,7   | +11:51,4 | 95.     | [ 1 ]  |
| Stawre Jada     | sprint mężczyzn          | 3:29,13      | 86.          | NQ.          | NQ.          | NQ.       | NQ.       | NQ.       | NQ.      | 86.     | [ 2 ]  |
| Stawre Jada     | bieg masowy mężczyzn     | —            | —            | —            | —            | —         | —         | 1:25:41.8 | +14:09.1 | 56.     | [ 2 ]  |

### Narciarstwo alpejskie
| Zawodnik      | Konkurencja            | 1 przejazd | 1 przejazd | 2 przejazd | 2 przejazd | Łącznie | Łącznie | Źródło      |
| Zawodnik      | Konkurencja            | Czas       | Pozycja    | Czas       | Pozycja    | Czas    | Pozycja | Źródło      |
| ------------- | ---------------------- | ---------- | ---------- | ---------- | ---------- | ------- | ------- | ----------- |
| Dardan Dehari | slalom mężczyzn        | DNS        | DNS        | DNS        | DNS        | DNS     | DNS     | [ 3 ] [ 4 ] |
| Dardan Dehari | slalom gigant mężczyzn | DNS        | DNS        | DNS        | DNS        | DNS     | DNS     | [ 3 ] [ 4 ] |